# أوسامو اينو
أوسامو اينو (باليابانية: 井上治) هو منافس ألعاب قوى ياباني، ولد في 16 سبتمبر 1932.

## وصلات خارجية
- أوسامو اينو على موقع أوليمبيديا (الإنجليزية)